# Новоайдар
Новоайда́р — селище в Україні, адміністративний центр однойменної селищної громади Щастинського району Луганської області. Населення — 7 773 осіб.

## Географічне розташування
Селище Новоайдар розташоване на річці Айдар за 58 км на північний схід від обласного центру — міста Луганська. Має залізничну сортувальну станцію Новий Айдар. Через селище проходить шосейна траса Сіверськодонецьк — Луганськ, і залізниця Луганськ — Москва. У селищі Балка Перша впадає у річку Айдар. Площа району 130,95 тис. га.

## Історія
Перші поселення, які відкриті археологами на околиці селища Новоайдар відносяться до салтово-маяцької культури. Вперше Новоайдар як козацька слобода з'являється на карті України у 1687 році, коли на річці Айдар будують свої військові укріплені містечка козацькі вихідці з Дону, які звали себе новодонцями, про що в переписному листі козацьких містечок за 1707 рік вказано «тому 20 років збудовано Новоайдарський городок і в ньому 70 мешканців».
На початку XVIII сторіччя новоайдарці активно підтримали збройне повстання Кіндрата Булавіна. Разом із придушенням повстання у 1708 році було знищено дотла й Новоайдарську слободу, а всіх її мешканців, не виключаючи жінок і дітей було страчено. Лише через кілька десятиліть на попелищах бунтівної слободи знову з'являються люди. Цього разу відновлюють поселення селяни Судженського повіту Курської губернії.
У 1779 році Новоайдарська слобода стала повітовим містом Азовської губернії і дістала сучасну назву Новоайдар. Згодом після створення Української, а потім Дніпровської укріплених ліній оборонне значення Новоайдару було втрачено.
У 1918 році в запеклих боях між селянськими угрупуваннями, білогвардійськими та червоногвардійськими загонами в Новоайдарі було встановлено радянську окупацію. 7 березня 1923 року село стало центром Новоайдарського району Старобільської округи.
Під час Другої світової війни, 12 липня 1942 року німці ввійшли до міста. 21 січня 1943 року радянські війська захопили Новоайдар.
За період Другої світової війни загинуло 6448 осіб. На Айдарщині 34 братських могили, у яких заховано понад 1500 воїнів.
1957 року Новоайдар отримує статус селища міського типу, тут починають будуватись двоповерхові житлові будинки та об'єкти соціальної та культурної сфери.
За час існування Новоайдарський район та населені пункти піддавалися змінам в адміністративно-територіальному устрої. В 1962 році в зв'язку з укрупненням сільських районів Новоайдарський район був ліквідований, а у 1965 році знову відновлений.
1991 року на Всеукраїнському референдумі більшість жителів Новоайдара (понад 86 %) підтримало проголошення незалежності України.

### Російсько-українська війна
25 травня 2014 року в Новоайдарі проросійські бойовики захопили виборчу дільницю, викрали бюлетені і спробували сховатися. Українські війська знайшли цю групу, і після перестрілки затримали і роззброїли 7-8 бойовиків. На місці виявлено два автомобілі, на яких вони пересувалися і бюлетені. Заступник міністра внутрішніх справ Сергій Яровий поінформував, що в бою в Новоайдарі загинула одна людина, ще одна поранена.
15 серпня 2014 року місцеві патріоти за краном демонтували пам'ятник російському вождеві Леніну, як символ окупаційної радянської влади.
Населенні пункти, центри селищних і сільських рад, що входили до складу ліквідованого 17 липня 2020 року Новоайдарського району:
1. Айдар-Миколаївка.
2. Гаврилівка.
3. Гречишкине.
4. Дмитріка.
5. Колядівка.
6. Новоахтирка.
7. Олексіївка.
8. Райгородка.
9. Співаківка.
10. Штормове.

## Населення
| Рік  | Кількість, осіб |
| ---- | --------------- |
| 1957 | 5 700           |
| 1981 | 6 500           |
| 1989 | 8 367           |
| 2013 | 8 555           |
| 2020 | 8 005           |
| 2021 | 7 074           |
| 2022 | 7 773           |

### Мова
Розподіл населення за рідною мовою за даними перепису 2001 року:
| Мова            | Кількість | Відсоток |
| --------------- | --------- | -------- |
| російська       | 6921      | 76.73%   |
| українська      | 2084      | 23.10%   |
| вірменська      | 4         | 0.04%    |
| білоруська      | 3         | 0.03%    |
| румунська       | 1         | 0.01%    |
| польська        | 1         | 0,01%    |
| інші/не вказали | 6         | 0,08%    |
| Усього          | 9020      | 100%     |

## Освіта, культура, медицина, спорт, релігія
а) Освіта:
- Новоадарська санаторна школа інтернат;
- Новоайдарський ліцей Новоайдарської селищної ради;
- Новоайдарський професійний ліцей.

б) Культура:
- Новоайдарський районний будинок культури;
- Новоайдарська районна бібліотека.

в) Музей:
- Новоайдарський краєзнавчий музей

г) Лікувальна установа:
- Новоайдарська багатопрофільна лікарня.

## Персоналії
- Ганна Кириченко — українська волейболістка.
- Євген Селін — український футболіст, гравець «Динамо» (Київ), учасник збірної України по футболу.
- Шелестов Олександр Миколайович (нар. 1975) — український правник.
- Олександр Авербух — український поет, перекладач, літературознавець.
- Шопін Ігор Вікторович — український футболіст, півзахисник. З 2015 року — селищний голова Новоайдара.
- Іван Приблудний (Яків Овчаренко) — поет, соратник та близький друг Сергія Єсеніна[8].